# Kirche Albshausen (Witzenhausen)

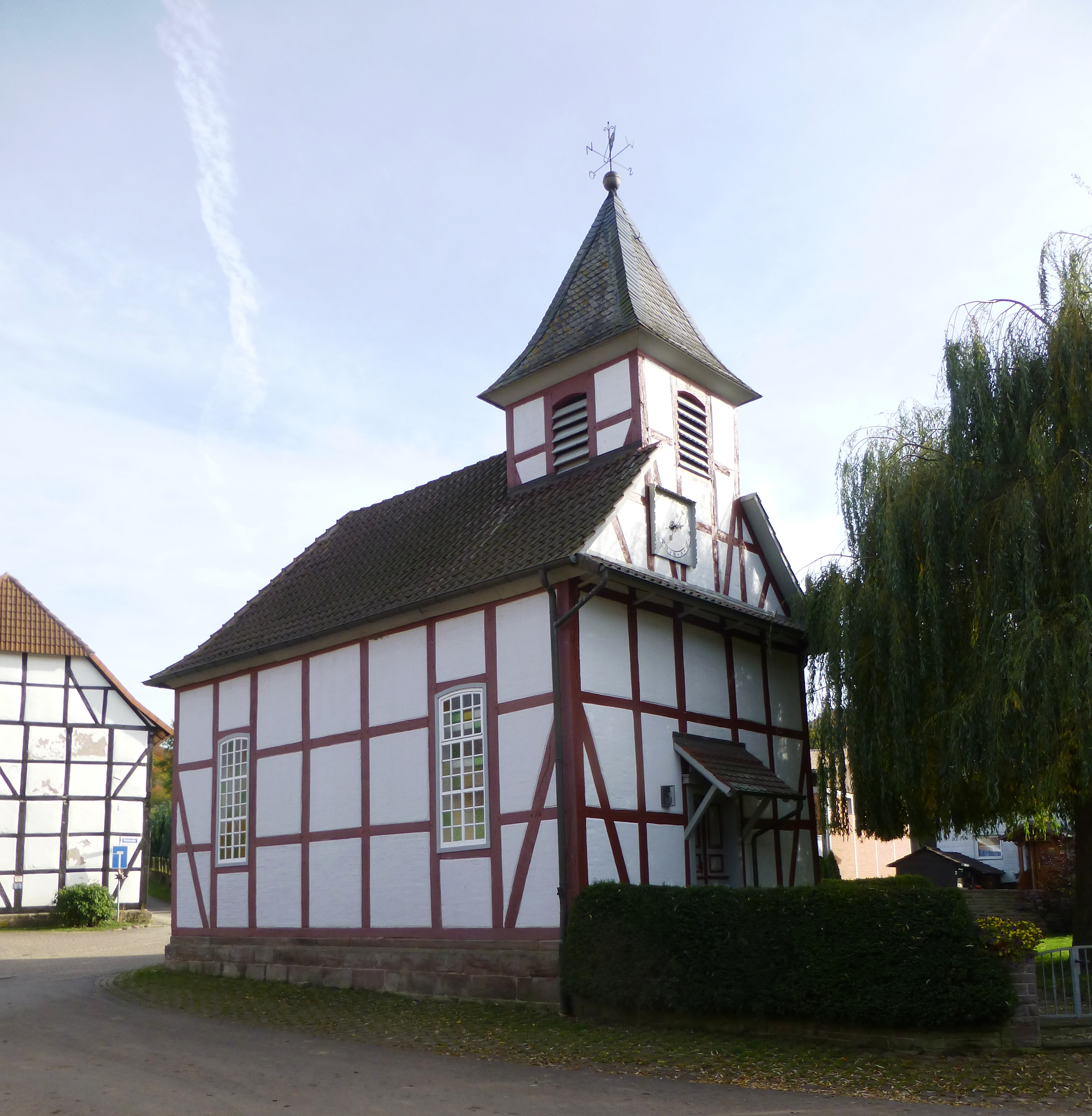
Kirche Albshausen

Die evangelisch-unierte Kirche Albshausen steht in Albshausen, einem Stadtteil von Witzenhausen im Werra-Meißner-Kreis von Hessen. Die Kirchengemeinde gehört zum Kirchenkreis Werra-Meißner im Sprengel Kassel der Evangelischen Kirche von Kurhessen-Waldeck.

## Beschreibung
Die Fachwerkkirche wurde 1766–68 gebaut und 1829 erneuert. Ein quadratischer, mit einem schiefergedeckten Pyramidendach bedeckter Dachturm erhebt sich im Westen aus dem Satteldach des Kirchenschiffs. 
Der Innenraum ist mit einer bemalten hölzernen Decke überspannt. Zur Kirchenausstattung gehören ein Blockaltar und ein Opferstock aus der Bauzeit.
Die Orgel wurde 1968 als Brüstungsorgel mit fünf Registern von Gerald Woehl gebaut.